# Forcipomyia hygrophila
Forcipomyia hygrophila är en tvåvingeart som beskrevs av Jean-Jacques Kieffer 1925. Forcipomyia hygrophila ingår i släktet Forcipomyia och familjen svidknott. Inga underarter finns listade i Catalogue of Life.